# Schizofázie
Slovní salát je „zmatená nebo nesrozumitelná směs zdánlivě náhodných slov a frází“. Termín je nejčastěji používán k popisu symptomů neurologické nebo duševní poruchy. Název schizofázie se většinou používá pro popis slovního salátu, který může být patrný u jedinců trpící schizofrenií. Slova mohou být gramaticky správná, ale z hlediska sémantiky jsou zmatená do té míry, že z nich posluchač nedokáže vyvodit žádný význam. Tento termín se často používá jak v psychiatrii i v teoretické lingvistice.

## Psychiatrie
Slovní salát může popisovat příznak neurologických nebo psychiatrických stavů, kdy se člověk pokouší sdělit nějakou myšlenku, ale slova a fráze se mohou zdát náhodné a nesouvisející, nebo se objevují v nesouvislém sledu. Daný jedinec si často neuvědomuje, že jeho řeč nedává smysl. Objevuje se u lidí s demencí a schizofrenií a také po mozkové hypoxii. Při výskytu u schizofrenie se nazývá schizofázie. Asociace slov spíše podle jejich zvuku, než významu je charakteristická pro mánii, která se vyskytuje u bipolární poruchy. V extrémní mánii se může řeč pacienta stát nesouvislou, asociace jsou výrazně uvolněné, a tudíž se může jednat o skutečný slovní salát.